# Волконский, Дмитрий Александрович
Князь Дми́трий Алекса́ндрович Волко́нский (1790—1838) — генерал-майор, участник войн против Наполеона, против Турции и походов на Кавказе.

## Биография
Сын князя Александра Сергеевича Волконского и княжны Анастасии Алексеевны Кольцовой-Масальской. Родился 24 октября 1790 года в отцовском имении в Московской губернии.
Образование получил в Пажеском корпусе, из которого выпущен в 1807 году прапорщиком в Тамбовский мушкетёрский полк. В 1810 году произведён в поручики и в том же году отличился при взятии Базарджика, разбитии турецких войск под Шумлой и при взятии Никополя; награждён орденом св. Анны 3-й степени.
В 1811 году Волконский был переведён в Костромской пехотный полк, в рядах которого в 1812 году принял участие в отражении нашествия Наполеона в Россию. Отличился в сражениях при Кобрине и на Березине, где был ранен в левую ногу пулей навылет. В Заграничных кампаниях 1813—1814 годов он сражался при Бауцене, Торне, под Лейпцигом. При переправе через Рейн он был ранен в правую ногу ружейной пулей навылет и за отличие награждён орденом св. Владимира 4-й степени и произведён в штабс-капитаны. За сражение при Шато-Тьерри он 23 февраля 1814 года получил золотую шпагу с надписью «За храбрость». Завершил он своё участие в Наполеоновских войнах штурмом Парижа.
В 1816 году Волконский был произведён в капитаны, в 1820 году переведён подполковником в 10-й егерский полк а с 27 ноября 1821 года командовал Архангелогородским пехотным полком, причём чин полковника получил только 12 декабря 1824 года.
26 ноября 1826 года князь Волконский был награждён орденом св. Георгия 4-й степени (№ 3918 по кавалерскому списку Григоровича — Степанова).
Во главе Архангелогородского полка он принимал участие в русско-турецкой войне 1828—1829 годов и за отличие при осаде Силистрии был награждён орденом св. Владимира 3-й степени.
В 1831 году Волконский получил в командование 1-ю бригаду 18-й пехотной дивизии и во главе её сражался в Польше против повстанцев.
25 июня 1833 года он был произведён в генерал-майоры с назначением состоять при Отдельном Кавказском корпусе и неоднократно принимал участие в походах против горцев.

Скончался 13 июля 1838 года в Вильне. Похоронен на Ефросиньевском кладбище (Вильнюс).